# ライツカメラアクション
「ライツカメラアクション」は、2008年6月11日に発売されたスチャダラパーのシングル。avex移籍第1弾。

## タイアップ
テレビ東京系列ドラマ『週刊真木よう子』エンディングテーマ。

## ミュージック・ビデオ
ブサイク男（杉作J太郎）があるきっかけでイケメン（ARATA）に変身。些細なことから前から思いを寄せていた美女（真木よう子）と付き合うことになる、物語仕立てになっている。

## 収録曲
作詞・作曲・編曲：スチャダラパー
1. ライツカメラアクション（4:24）[1]
  - THE HELLO WORKSでも共演したSLY MONGOOSEの塚本功がギター、松田浩二がキーボードで参加[1]。
2. ライツカメラアクション K.U.D.O.Remix（5:24）[1]
3. ライツカメラアクション Instrumental（4:25）[1]